# Хлорид рения(IV)
Хлорид рения(IV) — неорганическое соединение, соль металла рения и соляной кислоты с формулой ReCl4, чёрные кристаллы, реагирует с водой.

## Получение
- Осторожное восстановление водородом хлорида рения(V):

{\displaystyle {\mathsf {2ReCl_{5}+H_{2}\ {\xrightarrow {70^{o}C}}\ 2ReCl_{4}+2HCl}}}
- Обработка оксида рения(VI) тионилхлоридом:

{\displaystyle {\mathsf {ReO_{2}+2SOCl_{2}\ {\xrightarrow {}}\ ReCl_{4}+2SO_{2}}}}

## Физические свойства
Хлорид рения(IV) образует чёрные кристаллы, которые состоят из тримеров Re3Cl12.

## Химические свойства
- Диспропорционирует при нагревании в инертной атмосфере:

{\displaystyle {\mathsf {2ReCl_{4}\ {\xrightarrow {300^{o}C,N_{2}}}\ ReCl_{3}+ReCl_{5}}}}
- Гидролизуется водой:

{\displaystyle {\mathsf {ReCl_{4}+(n+2)H_{2}O\ {\xrightarrow {}}\ ReO_{2}\cdot nH_{2}O\downarrow +4HCl}}}
- Реагирует с щелочами:

{\displaystyle {\mathsf {2ReCl_{4}+6NaOH\ {\xrightarrow {}}\ Na_{2}ReO_{3}\downarrow +4NaCl+3H_{2}O}}}
- С концентрированной соляной кислотой образует хлорокомплексы:

{\displaystyle {\mathsf {ReCl_{4}+2HCl\ {\xrightarrow {}}\ H_{2}[ReCl_{6}]}}}
- С хлоридами образует комплексы:

{\displaystyle {\mathsf {ReCl_{4}+2RbCl\ {\xrightarrow {}}\ Rb_{2}[ReCl_{6}]\downarrow }}}
- Восстанавливается водородом:

{\displaystyle {\mathsf {ReCl_{4}+2H_{2}\ {\xrightarrow {250-300^{o}C}}\ Re+4HCl}}}
- С цианидами даёт характерное красное окрашивание:

{\displaystyle {\mathsf {ReCl_{4}+6KCN\ {\xrightarrow {}}\ K_{2}[Re(CN)_{6}]+4KCl}}}